# Marion Mahony Griffin

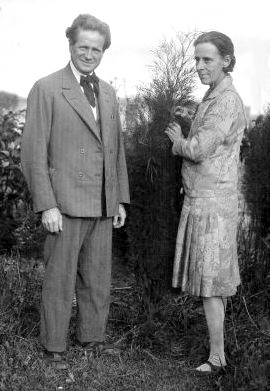
Marion Mahony Griffin und ihr Ehemann Walter Burley Griffin (Sydney 1930)

Marion Lucy Mahony Griffin (* 14. Februar 1871 in Chicago, Illinois; † 10. August 1961, ebenda) war eine US-amerikanische Künstlerin und eine der weltweit ersten lizenzierten Architektinnen. Sie arbeitete eng mit ihrem Ehemann Walter Burley Griffin zusammen, der als Planer der australischen Hauptstadt Canberra bekannt wurde. Während 28 Jahren entwarfen die Griffins zusammen über 350 Gebäude, Landschafts- und Stadtgestaltungsprojekte; auch gestalteten sie neue Baumaterialien, Inneneinrichtungen, Möbel und andere Haushaltsgegenstände.

## Leben
Mahony war 1894 erst die zweite Frau, die am Massachusetts Institute of Technology in Cambridge (Massachusetts) ein Architekturstudium abschloss. Zurück in Chicago, wurde sie 1895 Angestellte in der Firma von Frank Lloyd Wright. Sie entwarf Möbel, Glasmalereien und dekorative Elemente und war bei Architekturwettbewerben für die künstlerische Gestaltung der Präsentationen zuständig. Der einflussreiche Kritiker Reyner Banham bezeichnete Mahony als „besten Architekturzeichner ihrer Generation“. 
Als Frank Lloyd Wright im Jahr 1909 unerwartet nach Europa zog, beaufsichtigte sie die Fertigstellung zahlreicher unvollendeter Projekte. Dazu gehörte unter anderem Fair Lane, die Villa von Henry Ford in Dearborn. Am 29. Juni 1911 heiratete sie Walter Burley Griffin, einen ehemaligen Angestellten von Wright, der sich fünf Jahre zuvor selbständig gemacht hatte.
Im April 1911 schrieb die australische Regierung einen internationalen Wettbewerb für die Planung der neuen Hauptstadt Canberra aus. Walter Burley Griffin wurde im Mai 1912 zum Sieger erklärt. Zwei Punkte gaben den Ausschlag: Er hatte die Stadtstruktur wann immer möglich der vorhandenen Topografie angepasst, während alle anderen Stadtplaner versuchten, die natürliche Umgebung so zu verändern, dass sie vordefinierten ästhetischen Wunschvorstellungen genügte. Darüber hinaus malte Marion Mahony Griffin zahlreiche künstlerisch ansprechende Aquarelle, welche die künftige Stadt aus verschiedenen Blickwinkeln zeigten; Griffins Entwurf ragte so aus der Masse technischer Zeichnungen heraus.
1914 zog sie nach Australien, nachdem ihr Ehemann dort zum Planungsdirektor ernannt worden war. Während ihr Ehemann mit der Detailplanung von Canberra beschäftigt war (bis 1920), plante Marion Mahony Griffin zahlreiche Gebäude in Melbourne und Sydney. 1919 gründete das Ehepaar Griffin die Greater Sydney Development Association (GSDA, Entwicklungsgesellschaft Groß-Sydney) und erwarb zwei Jahre später in North Sydney ein 259 Hektar großes Grundstück. Ziel der GSDA war die Entwicklung einer idyllischen Gemeinde in einem Architekturstil, der sich im Einklang mit der natürlichen Umgebung befindet.
Während der GSDA-Tätigkeit waren die Griffins 1926 in Sydney mit der Theosophie der Theosophischen Gesellschaft Adyar in Berührung gekommen. Sie knüpften Kontakte zu einer Reihe führender Theosophen, Walter veröffentlichte in der theosophischen Zeitschrift The Theosophist mehrere Artikel, doch traten sie der Gesellschaft nicht bei. Die Auflösung des Order of the Star und die damit einhergehenden Unstimmigkeiten führten zu einer zunehmenden Entfremdung der Griffins von der Theosophie und der Annäherung an die Anthroposophie. 1930 trat Marion Mahony Griffin der Anthroposophischen Gesellschaft bei, 1931 folgte ihr Ehemann Walter ihrem Beispiel. Über Kontakte zur Anthroposophie sicherten sie sich 1935 den Auftrag für den Bau der Universitätsbibliothek in der indischen Stadt Lucknow. Am 11. Februar 1937 starb Walter Burley Griffin nach einem Sturz von einem Baugerüst. Seine Ehefrau beaufsichtigte die Vollendung der begonnenen Projekte, schloss das Büro in Indien und übergab die australische Niederlassung an ihren Partner Eric Nicholls. Sie kehrte 1939 nach Chicago zurück, um weitere Bauprojekte zu entwerfen. Daneben schrieb sie ihre Memoiren; das über 1000-seitige Werk The Magic of America wurde 1949 veröffentlicht.

## Ehrungen
Jährlich wird vom Royal Australian Institute for Architecture (RAIA) der Marion Mahony Griffin Prize an eine Frau vergeben, die auf dem Gebiet der Architektur „ein unverwechselbares Werk geschaffen hat“. Er wurde 1998 vom New South Wales (NSW) Chapter der RAIA erstmals verliehen und soll den bedeutenden Beitrag herausstellen, den Frauen in unterschiedlichen Bereichen der Architektur leisten, sei es in Architekturausbildung, Journalismus, Forschung, Berufspraxis und -theorie oder beim architektonischen Bauen.